# Brasil Open 1999
Il Brasil Open 1999 è stato un torneo di tennis giocato sulla terra rossa. È stata l'11ª edizione del torneo, che fa parte della categoria Tier IV nell'ambito del WTA Tour 1999. Si è giocato a San Paolo in Brasile dal 4 al 10 ottobre 1999.

## Campionesse

### Singolare
Fabiola Zuluaga ha battuto in finale  Patricia Wartusch con il punteggio di 7–5, 4–6, 7–5

### Doppio
Laura Montalvo /  Paola Suárez hanno battuto in finale  Janette Husárová /  Florencia Labat con il punteggio di 6(1)–7, 7–5, 7–5